# Johann III. (Mecklenburg)
Johann III., Herr zu Mecklenburg (* nach 1266; † 27. Mai 1289 bei Poel) war von 1287 bis 1289 Fürst von Mecklenburg.
Er war Sohn Heinrich I. und regierte 1287–1289 gemeinsam mit seinem Bruder Heinrich II. unter der Regentschaft seines Onkels Nikolaus III.
Er war mit Helena von Rügen († 9. August 1315), der Tochter Wizlaws II. von Rügen seit dem 3. November 1288 verheiratet und hatte mit ihr ein Kind, Luitgard von Mecklenburg. Er ertrank bei Poel und wurde danach im Wismarer Franziskanerkloster beerdigt.
Seine Tochter Luitgard (um 1289; † 1352) hat 1302  Gerhard II. von Hoya geheiratet.

## Weblink
- Stammtafel des Hauses Mecklenburg (Memento vom 3. Juli 2012 im Internet Archive)

| Personendaten    | Personendaten               |
| ---------------- | --------------------------- |
| NAME             | Johann III.                 |
| ALTERNATIVNAMEN  | Johann III. von Mecklenburg |
| KURZBESCHREIBUNG | Herr zu Mecklenburg         |
| GEBURTSDATUM     | nach 1270                   |
| STERBEDATUM      | 27. Mai 1289                |
| STERBEORT        | bei Poel                    |